# Élection présidentielle américaine de 2020 au Maryland
L'élection présidentielle américaine de 2020 au Maryland a eu lieu le 3 novembre 2020 comme dans les 50 autres États ainsi que le district de Columbia. Les électeurs marylandais choisissent des grands-électeurs pour les représenter dans le collège électoral à travers un vote populaire. L'État de Maryland possède 10 grands-électeurs. L'État donne tous ses grands électeurs en faveur de Joe Biden et participe ainsi à la victoire de ce dernier qui deviendra futur président des États-unis en 2021. 

## Résultats
| Candidats et colistiers  | Candidats et colistiers          | Partis           | Vote populaire | Vote populaire | Grands électeurs |
| Candidats et colistiers  | Candidats et colistiers          | Partis           | Voix           | %              | Voix             |
| ------------------------ | -------------------------------- | ---------------- | -------------- | -------------- | ---------------- |
|                          | Joe Biden Kamala Harris          | Démocrate        | 1766213        | 64,3           | 10               |
|                          | Donald J. Trump Michael R. Pence | Républicain      | 914483         | 33,29          | 0                |
|                          | Jo Jorgensen Spike Cohen         | Libertarien      | 29890          | 1,09           | 0                |
|                          | Howie Hawkins Angela Walker      | Vert             | 14069          | 0,51           | 0                |
|                          | Autres candidats                 | Autres candidats | 22330          | 0,81           | 0                |
|                          |                                  |                  |                |                |                  |
| Total                    | Total                            | Total            | 2746985        | 100            | 10               |
| Abstention               |                                  |                  |                |                |                  |
| Inscrits / participation |                                  |                  |                |                |                  |

## Analyse
|                                                   | Compté(s)       | Pourcentage |
| ------------------------------------------------- | --------------- | ----------- |
| Comté le plus démocrate                           | Prince George's | 89,2        |
| Comté le moins démocrate                          | Garrett         | 20,5        |
| Comté le plus républicain                         | Garrett         | 77,3        |
| Comté le moins républicain                        | Prince George's | 8,8         |
| Comté(s) démocrate en 2016 et républicain en 2020 | /               | /           |
| Comté(s) républicain en 2016 et démocrate en 2020 | Frederick, Kent | /           |